# Mystacoleucus marginatus
Cá vảy xước (Danh pháp khoa học: Mystacoleucus marginatus) là một loài cá trong họ Cyprinidae thuộc bộ cá chép. Chúng phân bố ở sông Mekong, sông Chao Phraya và sông Mae Klong.

## Đặc điểm
Thân cao, dẹp bên, hình thoi khá dài, viền lưng và viền bụng nhô cao, miệng dưới, rạch miệng kéo dài đến phía dưới của viền sau lỗ mũi, mõm tầy bằng hơi nhô ra phía trước, mắt lớn ở phần trước của đầu. Có 2 đôi râu, râu mõm tương đối nhỏ, râu hàm dài hơn ½ đường kính mắt. Toàn thân sáng bạc, các vẩy trong sáng, viền sau vây lưng và phía trước gai cứng đen.
Vây lưng có gai cứng phát triển, phía sau có răng cưa, khởi điểm tương đương với khởi điểm vây bụng, vây đuôi phân thùy sâu. Vẩy tương đối lớn phủ khắp thân, gốc vây bụng có vẩy nách nhọn dài, đường bên hoàn toàn hơi cong về phía dưới, phần sau nằm giữa cuốn đuôi, mép trong vây đuôi có viền đen hẹp, gốc vẩy ở phần lưng và hông có sắc tố đen dạng lưỡi liềm.